# راؤول طركونة
راؤول طركونة (بالإسبانية: Raúl Tarragona) هو لاعب كرة قدم أوروغواياني في مركز الهجوم، ولد في 6 مارس 1987 في مونتيفيديو في الأوروغواي. لعب مع بيلا فيستا وسنترال إسبانيول ونادي راسينغ مونتيفيديو ونادي ليفربول.

## وصلات خارجية
- راؤول طركونة على موقع دوري كوريا الجنوبية (الإنجليزية)
- راؤول طركونة على موقع قاعدة بيانات كرة القدم.إي يو (الإنجليزية)
- راؤول طركونة على موقع Soccerway.com (الإنجليزية)